# Saint-Cirgue
Saint-Cirgue är en kommun i departementet Tarn i regionen Occitanien i södra Frankrike. Kommunen ligger i kantonen Valence-d'Albigeois som tillhör arrondissementet Albi. År 2022 hade Saint-Cirgue 219 invånare.

## Befolkningsutveckling
Antalet invånare i kommunen Saint-Cirgue
| Referens: INSEE |